# El Tigre, Zitácuaro
El Tigre är en ort i Mexiko.   Den ligger i kommunen Zitácuaro och delstaten Michoacán de Ocampo, i den södra delen av landet, 120 km väster om huvudstaden Mexico City. El Tigre ligger 2 421 meter över havet och antalet invånare är 1 029.
Terrängen runt El Tigre är lite bergig. Runt El Tigre är det ganska tätbefolkat, med 144 invånare per kvadratkilometer. Närmaste större samhälle är Heróica Zitácuaro, 12,6 km väster om El Tigre. I omgivningarna runt El Tigre växer huvudsakligen savannskog.